# 残留ロシア人 (南樺太)

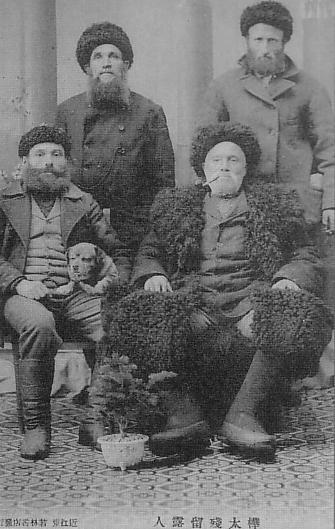
樺太の残留ロシア人

残留ロシア人（ざんりゅうロシアじん）とは、ポーツマス条約によりロシア帝国から大日本帝国に編入された南樺太に、そのまま残留し続けた元ロシア帝国国民のうち、元からの先住民族を除く者を指す。「残留露人」ともいった。

## 概要
日本軍は1905年7月に日露戦争における樺太の戦いで全樺太を占領。その後で1905年11月に発効されたポーツマス条約により南樺太が日本に割譲された。それまで南樺太に住んでいたロシア国民は、そのまま残留するか、北樺太やロシア本土に引き揚げるか二者択一を迫られた。大半の住民は引き揚げを選んだが、200人弱の少数の者は残留を選んだ。これが樺太における残留ロシア人の起源である。
残留ロシア人は財産権が保証されたため、これまで通りの生活を送ることができた。
彼らの多くは自家製のパンを焼き、それを「ロシアパン」と名づけて駅前で販売していた。このロシアパンは当時の樺太土産として知られており、ロシアパンの売り声は樺太の風物詩であった。
やがて残留ロシア人は日本人社会に溶け込むようになった。子弟を日本人学校に通わせるなどしたため、日本人学校に通学する残留ロシア人は日本語が話せるようになった。また、日本人経営の企業や商店に勤務する者や日本人相手に商売をする者も現れた。
1917年にソビエト革命が起こり、ロシアで社会主義政権が樹立されると、白系ロシア人の中には日本統治下の南樺太に亡命して定住する者（マルキャン・ボリシコなど）が出てくるようになった。1905年から南樺太に定住する残留ロシア人と1917年以降に亡命して南樺太に定住するようになった白系ロシア人は、多くの場合は日本人から同じロシア人と認識されていた。
第二次世界大戦後半になって戦況が悪化すると、南樺太に定住していたロシア人の多くは日本政府から敵性外国人として監視・拘留の対象となった。
第二次世界大戦終了間際の1945年8月のソ連対日参戦とともに赤軍が南樺太に侵攻（樺太の戦い）してソ連が南樺太を実効支配した際に残留ロシア人の多くは共産化によりこれまでの財産を失い、中には政治犯として処分される者もいた。ソ連実効支配化の樺太では残留ロシア人は無国籍として扱われ、1950年代までソ連国籍取得が認められなかった。当初は樺太に40万人以上の日本人がいたことから日露の言語に通じている残留ロシア人には通訳として収入を得る者もいたが、1948年までに日本人が日本に引き揚げたことで樺太ではロシア化が進んで日本語が不要なロシア語社会となり、南樺太に住んでいたロシア人はやがてソ連領内（ロシア本土やウクライナ、北樺太など）から大量に移住してきた新住民とほぼ同化した。日本統治下の南樺太において日本語社会の中で過ごしたことで日本語が話せるロシア人がロシアには居るが、時代の経過により徐々にそのような世代は減りつつある。

## 出自
残留ロシア人は、民族としてのロシア人だけでなく、ポーランド人やウクライナ人も含まれていた。彼らは無国籍であったが、ポーランド人については、1918年に独立したポーランド政府から1920年代末から1930年代の初頭にかけて国籍が付与され、樺太在住の在日ポーランド人として扱われることになった。在南樺太のポーランド人42名は1945年のソ連樺太占領後に新たにポーランド国籍を取得し直した後で1948年に南樺太を離れて祖国であるポーランドへと向かった。

## 関連書籍
- 著:セルゲイ・P.フェドルチューク、翻訳:板橋政樹「樺太に生きたロシア人―故郷と国家のはざまで…」（日本ユーラシア協会北海道連合会「サハリン研究会」）